# Imantocera mindanaonis
Imantocera mindanaonis es una especie de escarabajo longicornio del género Imantocera, tribu Gnomini, orden Coleoptera. Fue descrita científicamente por Breuning en 1980.

## Descripción
Mide 13-20 milímetros de longitud.

## Distribución
Se distribuye por Filipinas.